# Bospaardenstaart
De bospaardenstaart (Equisetum sylvaticum) is een vaste plant die behoort tot de paardenstaartenfamilie. De plant komt van nature voor in Noord-Amerika, Eurazië en Azië.
In Vlaanderen is de soort zeer zeldzaam. In Nederland komt de oorspronkelijk inheemse plant in zeldzame mate voor op de hogere zandgronden in het oosten, midden en zuiden. Bospaardenstaart is er sinds 1950 matig afgenomen, op de Rode Lijst van 2012 wordt hij vermeld als 'kwetsbaar'.

## Groeiwijze
De plant wordt 15 tot 75 cm hoog en vormt wortelstokken. Aan de wortelstokken worden meestal knollen gevormd. De holle stengel is 3 tot 5 mm dik en heeft dichte kransen van overhangende, onvertakte groene zijtakken. De holte is ongeveer de helft van de doorsnee van de stengel. Later in het jaar kunnen wel 1 tot 2 maal vertakte, groene zijtakken gevormd worden. Op de stengel zitten 10 tot 18 ribben die voor versterking van de stengel zorgen. Met name in het bovenste deel van de stengel zijn opvallende, lange spiculae van silicium zichtbaar. De bladeren staan in kransen. De bladscheden zijn grotendeels met elkaar vergroeid tot een stengelschede. De stengelscheden en tanden zijn naar boven toe bleek roodbruin.
In april en mei verschijnen er bladgroenloze stengels met sporenaren op de top. Tijdens de rijping ontstaan er groene zijtakjes, waarna de stengel zelf ook groen wordt. De aren zijn 15 tot 25 mm lang en als ze rijp zijn verdrogen ze en vallen daarna af. Als de planten in sterke schaduw groeien worden meestal geen aren gevormd.

## Biotoop
De plant komt voor op droge tot natte, vrij zure grond in houtwallen, loofbossen, bronbossen en aan waterkanten. Vaak onderaan hellingen op plaatsen waar enigszins basenrijk grondwater aan de oppervlakte komt.

## Afbeeldingen

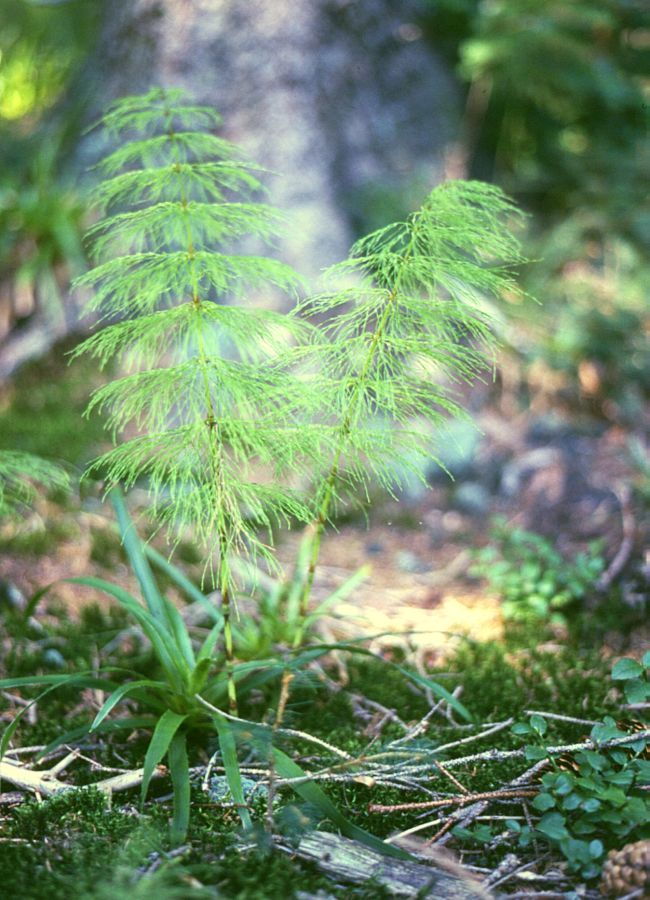
Steriele stengel van bospaardenstaart
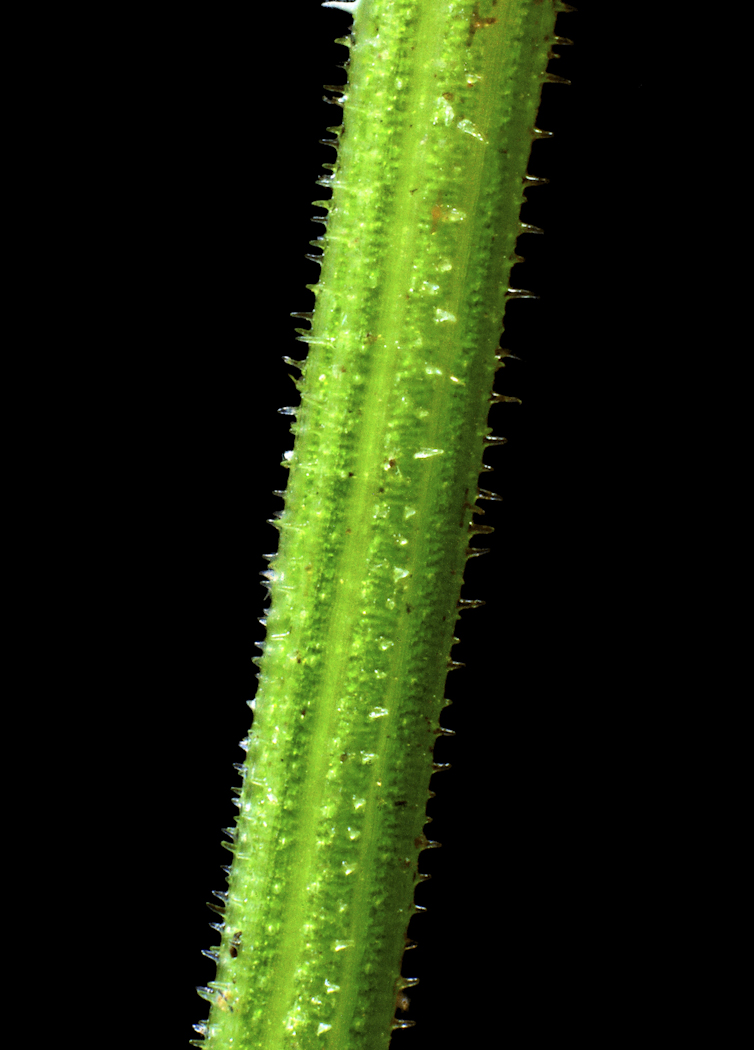
Silicium spiculae op de stengel

Geslacht: Equisetum

Soorten: ... · 
E. arvense (Heermoes) · 
E. bogotense · 
E. diffusum · 
E. fluviatile (Holpijp) · 
E. giganteum · 
E. hyemale (Schaafstro) · 
E. laevigatum · 
E. ×litorale (Bastaardpaardenstaart) · 
E. ×moorei (Vertakt schaafstro) · 
E. myriochaetum · 
E. palustre (Lidrus) · 
E. pratense · 
E. ramosissimum (Vertakte paardenstaart) · 
E. scirpoides · 
E. sylvaticum (Bospaardenstaart) · 
E. telmateia (Reuzenpaardenstaart) · 
E. ×trachyodon (Ruwe paardenstaart) · 
E. variegatum (Bonte paardenstaart) · 
...